# Giannina Braschi
Giannina Braschi (San Juan, Puerto Rico, 5 de febrero de 1953) es una escritora puertorriqueña, autora de El imperio de los sueños (1988), la novela bilingüe Yo-Yo Boing! (1998), Estados Unidos de Banana (2011), y Putinoika.  Braschi es conocida por su fantasía cómica, su forma de mezclar géneros literarios, y sus renovaciones lingüísticas con espanglish.
Braschi se ha visto catalogada como poeta nuyorriqueña, filósofa latinx, novelista postmoderna, escritora mágico-realista, y dramaturga post-dramática. Espanglish, Literatura experimental, sátira social, Ficción especulativa, Realismo histérico, McOndo, y Post-Boom, son términos también de uso frecuente por los críticos que se ocupan de su obra.

## Biografía
Giannina Braschi, nacida y criada en el seno de una familia de abolengo en Puerto Rico, de jovencita cantó en el Coro de Niños de San Juan, fue campeona de tenis, y luego modelo. En 1970, cursó estudios en literatura comparativa en Europa, y en 1974 se mudó a Nueva York, donde completó un doctorado en letras hispánicas (Universidad Complutense de Madrid).  Los poetas españoles Carlos Bousoño, Blas de Otero y Claudio Rodríguez eran sus amigos y profesores de la poesía. Braschi obtuvo un doctorado en literatura en la Universidad Estatal de Nueva York, Stony Brook, en 1980. La profesora ha escrito sobre Cervantes, Garcilaso, Machado, Lorca, y Bécquer, y ha enseñado en las universidades de Rutgers, Colgate, y la Ciudad de Nueva York. Entre sus mentores puertorriqueños se encuentran el dramaturgo René Marqués, y Nilita Vientós Gastón.
Braschi vivía muy cerca de la llamada zona cero de Manhattan en septiembre del 2001. Tras los atentados, la autora se inspiró para analizar las olas migratorias que han llegado a la ciudad y la relación de las anteriormente llamadas "repúblicas bananeras" con Estados Unidos.
Diversos estudiosos de las literaturas latinoamericanas y estadounidenses han explorado la obra de Braschi.
Sus libros han servido de inspiración para adaptaciones a otras formas artísticas, tales como la comedia televisiva, la novela gráfica, la música de cámara, la pintura, la fotografía, la escultura, el teatro, el diseño industrial, y el urbanismo ecológico.

## Obra

### Putinoika
Putinoika (2024) es una epopeya multigénero sobre el frenesí y la Pandemia de COVID-19 en la era de Trump y Putin. Inspirada en las antiguas tragedias griegas, Putinoika se desarrolla en tres partes: Palinodia, Bacante y Putinoika. En la obra, el mundo esta inundado de colusión, engaño y contaminación, pero la esperanza se mantiene firme en Putinoika.  Putinoika crítica de la civilización occidental y sus prácticas monológicas, falocéntricas, paternalistas y colonizadoras. Los personajes incluyen Cassandra, Electra, Edipo, Antígona y Eurídice, Picasso, Maria Callas, Donald Trump, Nancy Pelosi, Vladímir Putin, y Greta Thunberg, entre otros. Hay conversaciones y debates sobre la libertad, la pasión y los deseos, la fatalidad, las deudas, las fake news, el poder del individuo y de las masas frente al autoritarismo, y el daño al planeta. 
Estados Unidos de Banana
Estados Unidos de Banana (2011) es una tragicomedia posmoderna sobre la caída del imperio americano. Es una mezcla de novela, drama, y filosofía sobre las consecuencias de los atentados del 11 de septiembre de 2001 contra el World Trade Center en Nueva York.  Esta obra literaria vislumbra la crisis fiscal y de deuda pública de Puerto Rico como el principio de la desintegración de los Estados Unidos. Inmigrantes latinoamericanos reciben pasaportes estadounidenses, se mezclan con personajes como Hamlet, Zarathustra y Segismundo y declaran la independencia de Puerto Rico”. Es una parodia de las dinámicas cambiantes entre los Estados Unidos, España, América Latina y el Caribe, con un guiño a las influencias económicas en ascenso de China. En el libro presenta una historia de ficción que tiene lugar en la Estatua de la Libertad en la pos 11/9 Ciudad de Nueva York, donde Hamlet, Zaratustra, y Giannina están en una búsqueda para liberar al prisionero puertorriqueño Segismundo.
Estados Unidos de Banana fue adaptada al teatro por el colombiano Juan Pablo Félix y fue producida por Actors Equity en la Universidad de Columbia (Nueva York, 2015). Michael Somoroff dirigió una serie de videos cortos sobre Estados Unidos de Banana por el Instituto Cervantes (Nueva York, 2011). Joakim Lindengren, un artista de Suecia, convirtió el texto en cómicas (Suecia, 2016).

### Yo-Yo Boing!
Yo-Yo Boing! es un clásico posmoderno escrito en tres idiomas: español, espanglish, e inglés. Braschi utiliza un code-switching para subrayar la complejidad de vivir simultáneamente en más de una cultura y una lengua. Utiliza el español en la primera y la última sección del libro mientras que en la parte central abundan los traslados de un idioma a otro; esta sección bilingüe queda enmarcada por un fluido español. A través de diálogos dramáticos y conversaciones entre un coro de voces sin nombre, la obra trata temas tan diversos como la raciales, étnicas, sexuales y los prejuicios, la discriminación, el colonialismo, la independencia de Puerto Rico, la revolución, la violencia doméstica, y el bloqueo del escritor.  El diálogo también cuenta con referencias a la cultura popular, libros, películas, sexo, la poesía, la inspiración y la expresión artística de Puerto Rico en Nueva York. Artistas y celebridades como Almodóvar, Michael Jackson, Madonna, Pavarotti, Martin Scorsese, Maria Callas, Fellini, Pee-Wee Herman, y Nabokov son celebrados y ridiculizados. Escenas de corte transversal a lo largo de la ciudad de Nueva York desde el lado oeste superior velada literaria al Lower East Side tertulia en el Nuyorican Poets Cafe.

### El imperio de los sueños
El imperio de los sueños (1988) es una epopeya posmoderna (con seis libros de poesía). “Braschi escribe con una fuerte tradición poética y desde su punto de vista erudito crea una extraña mezcla de poesía, prosa, teatro y un poco de lo que podría considerarse música,” según la Revista de Ficción Contemporánea.  La poeta habla de su relación sociopolítica, cultural y lingüística con la ciudad de Nueva York que ha atraído por tanto tiempo a tantos inmigrantes hispanos. La plataforma de observación del Empire State Building es el sitio de una revolución; los pastores del campo invaden a la ciudad de Nueva York en una celebración bucólica durante el Desfile Nacional Puertorriqueño en quinta avenida. Su obra poética fue publicada en inglés bajo el título Empire of Dreams, inaugurando la Biblioteca de Traducción de la Universidad de Yale.

## Galardones
Giannina Braschi recibió el Premio Angela Davis del American Studies Association (ASA), la organización académica más antigua y grande dedicada al estudio interdisciplinario de las culturas e historias de Estados Unidos por su "contribución sobresaliente que su trabajo representa para los estudios estadounidenses y, de hecho, para el mundo," dijo Mishuana Goeman, presidenta de ASA. Braschi ha recibido premios y becas de la Fundación Nacional de las Artes, Fundación Ford, Fundación de las Artes de Nueva York, Instituto de Cultura Puertorriqueña, El Diario/La Prensa, Cambio 16, la Universidad de Rutgers, PEN América. La expresidenta de Ecuador Rosalía Arteaga de la Fundación Mujeres Glocal nombró a Giannina Braschi "Mujer del Año 2025" junto a otras figuras culturales como la novelista mexicana Carmen Boullosa, la directora de ANLE Nuria Morgado, y la artista chilena Cecilia Vicuña ".  Recibió la Medalla Fray Luis de León de Poesía Iberoamericana, patrocinada por la Ciudad de Salamanca, España. La Academia Norteamericana de la Lengua Española reconoció a Braschi  con el Premio Nacional “Enrique Anderson Imbert” por la trayectoria de vida profesional.
- Literatura de Puerto Rico
- Literatura de América Latina
- Literatura de Estados Unidos